# Marie-Dmîtrivka, Sofiivka
Marie-Dmîtrivka (în ucraineană Мар`є-Дмитрівка) este localitatea de reședință a comunei Marie-Dmîtrivka din raionul Sofiivka, regiunea Dnipropetrovsk, Ucraina.

## Demografie
Componența lingvistică a localității Marie-Dmîtrivka
     Ucraineană (95,36%)
     Rusă (4,37%)
     Alte limbi (0,27%)
Conform recensământului din 2001, majoritatea populației localității Marie-Dmîtrivka era vorbitoare de ucraineană (95,36%), existând în minoritate și vorbitori de rusă (4,37%).